# Маллерсдорф-Пфаффенберг
Маллерсдорф-Пфаффенберг (нім. Mallersdorf-Pfaffenberg) — громада в Німеччині, розташована в землі Баварія. Підпорядковується адміністративному округу Нижня Баварія. Входить до складу району Штраубінг-Боген.
Площа — 72,61 км2. Населення становить 6932 ос. (станом на 31 грудня 2020).